# Mickaël Dogbé
Mickaël Dodzi Dogbé est un footballeur de nationalité franco-togolais évoluant au poste d'attaquant. Il est né le 28 novembre 1976 à Paris (France). Il joue au niveau international avec l'équipe du Togo.

## Palmarès

### En sélection
- Participation à la Coupe d'Afrique des nations de football 2002 et 2006
- Coupe du monde / Germany 2006

### En club
- Grenoble Foot 38 (1)
  - National
    - Champion : 2001.
- AS Saint-Étienne (1)
  - Ligue 2
    - Champion : 2004